# Boda de la princesa Margarita y Antony Armstrong-Jones
La boda de la princesa Margarita y Antony Armstrong-Jones, tuvo lugar el viernes 6 de mayo de 1960 en la Abadía de Westminster en Londres. La princesa Margarita era la hermana menor de la reina Isabel II, mientras que Antony Armstrong-Jones era un destacado fotógrafo de sociedad.

## Compromiso
La princesa Margarita conoció al fotógrafo Antony Armstrong-Jones en 1958 en una cena en la casa de Chelsea de Lady Elizabeth Cavendish. Los dos se habían conocido previamente cuando Armstrong-Jones era el fotógrafo de la boda de los amigos de Margarita, Lady Anne Coke y El Hon. Colin Tennant, en abril de 1956. En octubre de 1959, Armstrong-Jones fue invitado a quedarse en el Castillo de Balmoral. El público asumió que estaba allí para fotografiar a la familia real. Se comprometieron poco después y el 26 de febrero de 1960, Clarence House anunció el compromiso. Armstrong-Jones obsequió a la princesa con un anillo de compromiso engastado con un rubí rodeado por una margarita de diamantes. Él mismo había diseñado el anillo a partir de una rosa en honor al segundo nombre de Margarita.
Dos días antes de la boda, el 4 de mayo, hubo un baile de etiqueta en el Palacio de Buckingham al que asistieron el primer ministro y el Arzobispo de Canterbury.

## Boda

### Ceremonia
Margarita se abrió camino con el duque de Edimburgo desde Clarence House en el Glass Coach y llegó a la iglesia a las 11:30, hora local determinada para la boda. La boda tuvo lugar en la Abadía de Westminster y estuvo a cargo del Reverendo Dr. Geoffery Fisher, Arzobispo de Canterbury y el Reverendísimo Eric Abbott, Decano de Westminster. Fue la primera boda real que se transmitió por televisión y tuvo aproximadamente 300 millones de espectadores, 20 millones de los cuales del Reino Unido. Richard Dimbleby, Jean Metcalfe, Anne Edwards, Brian Johnston y Wynford Vaughan-Thomas cubrieron el evento para la BBC.

### Asistentes
El padrino de Armstrong-Jones fue el Dr. Roger Gilliatt, hijo del ginecólogo de la Reina. La condesa de Rosse, la madre del novio, esperaba que él eligiera a su medio hermano, Lord Oxmantown, como su padrino. Sin embargo, el resentimiento por el favoritismo de su madre lo llevó a rechazar esta sugerencia. El 19 de marzo, se anunció que había elegido a Jeremy Fry para el papel, pero Fry fue declarado culpable de "importunizar con fines inmorales" después de supuestamente acercarse a un hombre para tener relaciones sexuales, por lo que fue reemplazado.
A la princesa Margarita asistieron ocho damas de honor:
- La princesa Ana, hija de la reina y el duque de Edimburgo
- Angela Nevill, hija de Lord y Lady Rupert Nevill
- Lady Rose Nevill, hija del marqués y la marquesa de Abergavenny
- La Honorable Catherine Vesey, hija del vizconde y la vizcondesa de Vesci
- Sarah Lowther, hija del Sr. y la Sra. John Lowther
- Lady Virginia Fitzroy, hija del conde y la condesa de Euston
- Annabel Rhodes, hija de la Excma. Margaret y el Sr. Denys Rhodes
- Marilyn Wills, hija del Excmo. Jean y el capitán John Wills.

### Música
Antes del servicio, se tocaron en el órgano obras de Johann Sebastian Bach, George Frideric Handel, Henry Purcell y William Henry Harris. La novia caminó por el pasillo al ritmo del himno "Christ is Made the Sure Foundation" con la melodía Westminster Abbey de Purcell. A lo largo del servicio, se cantaron himnos de Franz Schubert, William Byrd y Gustav Holst. La música de recesión, a pedido especial de la novia, fue "Trumpet Tune and Airs" de Purcell.

### Vestido
La princesa lució un vestido de organza de seda diseñado por Norman Hartnell. Complementó con la tiara Poltimore, que había comprado en una subasta el año anterior, y un diamante riviére de 34 diamantes de talla antigua que le regaló a la novia su abuela, la reina María. Llevaba un ramo de orquídeas blancas. Hartnell también diseñó los atuendos de la Reina y la Reina Madre.
Armstrong-Jones y todos los miembros masculinos de la familia real, a excepción de Lord Mountbatten, vestían traje de mañana.

## Repercusiones de la boda
Después de una aparición en el balcón y un desayuno nupcial para 150 invitados en el Palacio de Buckingham, la novia se cambió a su traje de despedida de Victor Stiebel y partieron en un Rolls-Royce abierto. Pasaron su luna de miel de seis semanas recorriendo el Caribe en HMY Britannia. El 26 de mayo, durante su luna de miel, Camilla Fry, esposa de Jeremy Fry, dio a luz a la hija ilegítima de Armstrong-Jones, Polly. Las acusaciones de esto se plantearon por primera vez en 2004 y se confirmaron cuando Armstrong-Jones accedió a hacerse una prueba de paternidad.
El 6 de octubre de 1961, Armstrong-Jones fue elevado a la nobleza como conde de Snowdon y vizconde Linley, de Nymans en el condado de Sussex, por la reina Isabel II. Se convirtió en "El Muy Honorable Conde de Snowdon" y la Princesa Margarita se convirtió en "Su Alteza Real la Princesa Margarita, Condesa de Snowdon". La pareja tuvo dos hijos, David (nacido en 1961), ahora segundo conde de Snowdon, y Sarah (nacida en 1964).
Los Snowdon se separaron en 1976 y posteriormente se divorciaron el 11 de julio de 1978. Fue el primer divorcio de un alto miembro de la familia real desde el de la princesa Victoria Melita de Sajonia-Coburgo y Gotha y Ernest Louis, gran duque de Hesse en 1901. El 15 de diciembre de ese año, Snowdon se volvió a casar con Lucy Lindsay-Hogg, separándose en 2000. Tuvieron una hija, Frances (n. 1979). El 30 de abril de 1998, Snowdon tuvo otro hijo ilegítimo, Jasper William Oliver Cable-Alexander.
Después de años de mala salud, la princesa Margarita, que nunca se volvió a casar, murió el 9 de febrero de 2002, a los 71 años. Lord Snowdon murió el 13 de enero de 2017, a los 86 años.